# Dactyloscirus fuscus
Dactyloscirus fuscus är en spindeldjursart som beskrevs av Mohammad Nazeer Chaudhri 1977. Dactyloscirus fuscus ingår i släktet Dactyloscirus och familjen Cunaxidae. Inga underarter finns listade i Catalogue of Life.